# Kai McKenzie-Lyle
Pour les articles homonymes, voir McKenzie et Lyle.
Kai John Oliver M. McKenzie-Lyle, abrégé Kai McKenzie-Lyle, né le 30 janvier 1997 à Haringey en Angleterre, est un footballeur international guyanien, possédant également la nationalité britannique. Il évolue au poste de gardien de but au Cambridge United.

## Carrière

### En club
Kai McKenzie-Lyle réalise de bons matchs avec les équipes de jeunes du Barnet FC lors de la première partie de la saison 2014-2015. Il dispute son premier match avec l'équipe première en rentrant à vingt minutes de la fin d'un match amical contre Oxford United en janvier 2015. Il joue son premier match officiel en septembre de la même année lors d'une rencontre à Portsmouth, après que le gardien titulaire Jamie Stephens ait été exclu. Deux mois plus tard, Barnet recrute un gardien pour permettre à McKenzie-Lyle de jouer des matchs avec l'équipe des moins de 18 ans du club. Cela était rendu impossible car le joueur guyanien était appelé lors des matchs de l'équipe première en tant que remplaçant après la blessure de Graham Stack.
Il signe son premier contrat professionnel en mars 2016.
Au début de la saison 2016-2017, le numéro 31 lui est attribué.
Le 1er septembre 2020, il rejoint Cambridge United.

### En sélection
Après avoir été découvert grâce au jeu vidéo Football Manager, McKenzie-Lyle est appelé en équipe du Guyana en octobre 2016. Pour son premier match, le 8 octobre 2016 contre le Suriname, il inscrit un but de la tête permettant à son équipe de réduire le score à trois à deux,. Lors de son deuxième match quelques jours plus tard contre la Jamaïque, il arrête un penalty de Shaun Francis mais ne peut éviter la défaite de son équipe quatre buts à deux.

## Statistiques
| Saison                | Club                  | Championnat           | Championnat | Championnat | Coupe nationale | Coupe nationale | Coupe de la Ligue | Coupe de la Ligue | EFL Trophy | EFL Trophy | Guyana | Guyana | Total | Total |
| Saison                | Club                  | Division              | M.          | B.          | M.              | B.              | M.                | B.                | M.         | B.         | M.     | B.     | M.    | B.    |
| 2015-2016             | Barnet FC             | League Two            | 1           | 0           | 0               | 0               | 0                 | 0                 | 0          | 0          | -      | -      | 1     | 0     |
| 2015-2016             | Cockfosters FC (prêt) | Premier Division      | 4           | 0           | -               | -               | -                 | -                 | -          | -          | -      | -      | 4     | 0     |
| 2016-2017             | Barnet FC             | League Two            | 0           | 0           | 0               | 0               | 0                 | 0                 | 0          | 0          | 2      | 1      | 2     | 1     |
| Total sur la carrière | Total sur la carrière | Total sur la carrière | 5           | 0           | 0               | 0               | 0                 | 0                 | 0          | 0          | 2      | 1      | 7     | 1     |

## Palmarès

### En club
- Cambridge United
  - Vice-champion d'Angleterre de D4 en 2021